# Asura subcruciata
Asura subcruciata är en fjärilsart som beskrevs av Rothschild 1913. Asura subcruciata ingår i släktet Asura och familjen björnspinnare. Inga underarter finns listade i Catalogue of Life.